# ミシシッピ級戦艦
ミシシッピ級戦艦（ミシシッピきゅうせんかん Mississippi-class battleships）は、コネチカット級戦艦に引き続き、アメリカ海軍が第一次世界大戦前に竣工させた最後の準弩級戦艦の艦級である。

## 概要
コネチカット級が武装過剰で高価であったためにアメリカ海軍は本級はアルフレッド・セイヤー・マハン少将の提案した「低コストで生産のできる小型戦艦」を具現化すべく、近海で使用することを前提に艦形を圧縮・小型化し、安価で建造できる戦艦として「ミシシッピ」と「アイダホ」の2隻を建造した。しかし、小型の船体で30.5cm砲、20.3cm砲、17.8cm砲と言う様々な口径の砲を搭載し、日露戦争時の戦訓を取り入れた防御設計を行った結果、重武装・重防御だが操舵性能と安定性に欠くクラスとなってしまった。さらにドレッドノートの出現により新造艦でありながら二線級扱いとなってしまう。持て余したアメリカ海軍は海外に積極的に販売活動を行い、その成果として1914年にギリシャ海軍に本級2隻を売却。この時に得た資金により本来は2隻のみの建造であった超弩級戦艦「ニューメキシコ級」に追加で1隻増加の計3隻建造することができ、3番艦の名は「アイダホ」とされた。

## 艦形
本級の船体構造は長船首楼型船体で、全長に比べて船体の幅が狭いという前弩級戦艦特有の船体形状をしていた。基本デザインは前級を踏襲している。艦首から順に構造を記述すれば、艦首水面下には未だ衝角（ラム）が付き、その下部には弩級戦艦にも受け継がれる水中魚雷発射管がある。主砲は新設計の「1906年型 30.5cm（45口径）砲」を楔箱形の連装砲塔におさめて1基を配置。その背後には司令塔を組み込んだ操舵艦橋の背後に円柱状のミリタリー・マストが立ち、マストには4.7cm砲を配置した二段の見張り台が設けられていた。船体中央部の煙突の本数は前級よりも1本減った2本煙突が立ち、その周囲は艦載艇置き場となっており、その運用のために2番煙突の後方にグース・ネック（鴨の首）型クレーンが片舷1基ずつ計2基を配置した。後部艦橋の上にマストが立つ。甲板一段分下がった後部甲板上に後向きに2番主砲塔が1基配置され、艦尾には艦長室が設けられた。左右の舷側甲板上には中間砲として20.3cm砲を楔箱形の連装砲塔におさめて片舷2基を背中合わせに配置して計4基を搭載した。さらに舷側には副砲の17.8cm速射砲を片舷に等間隔に4基を配置して計8基を搭載した。この武装配置により艦首尾方向に最大で30.5cm砲2門・20.3cm砲4門・17.8cm砲2門が、左右舷側方向に最大で30.5cm砲4門・20.3cm砲4門・17.8cm砲4門が指向できた。

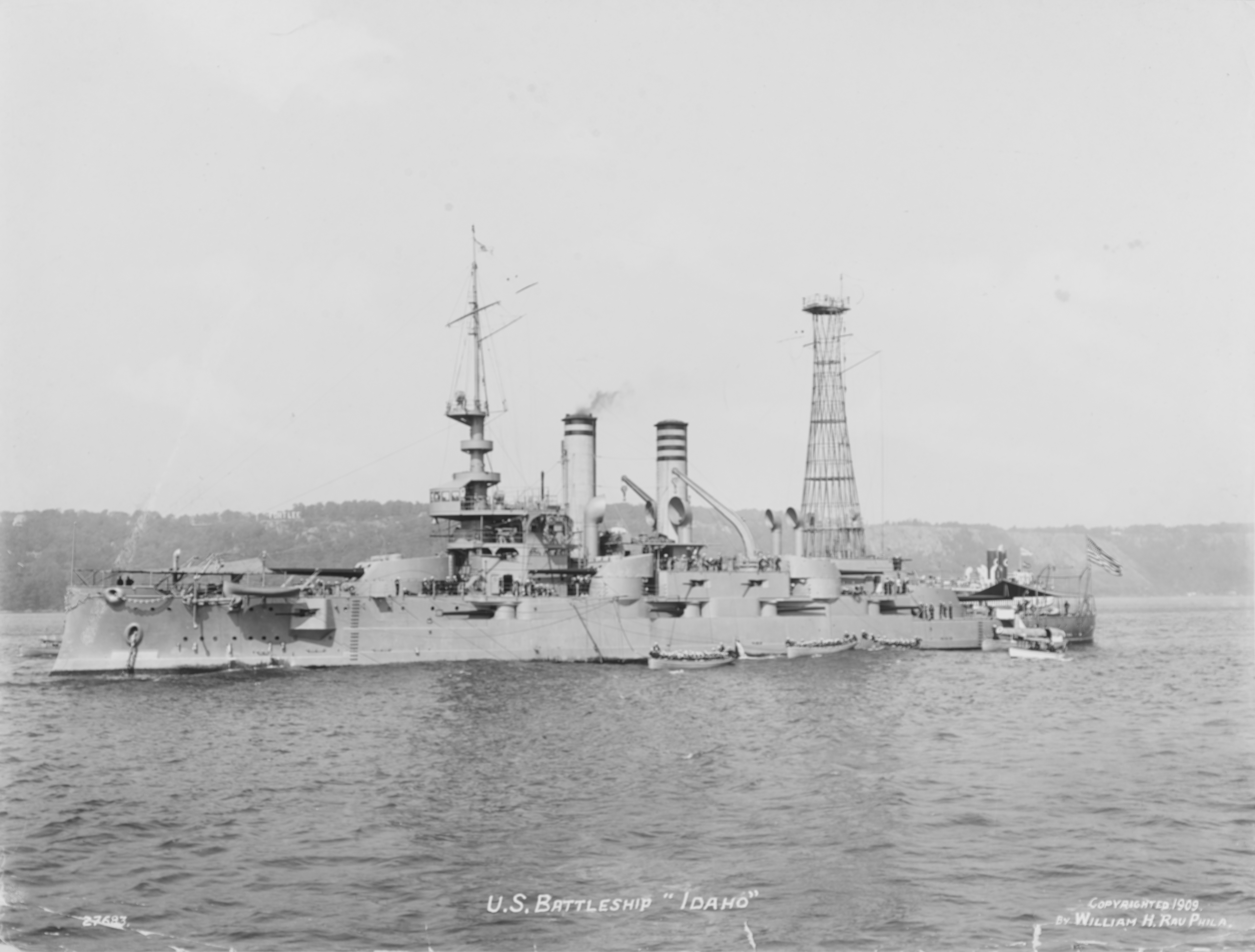
後部に籠状マストを設置した「アイダホ」
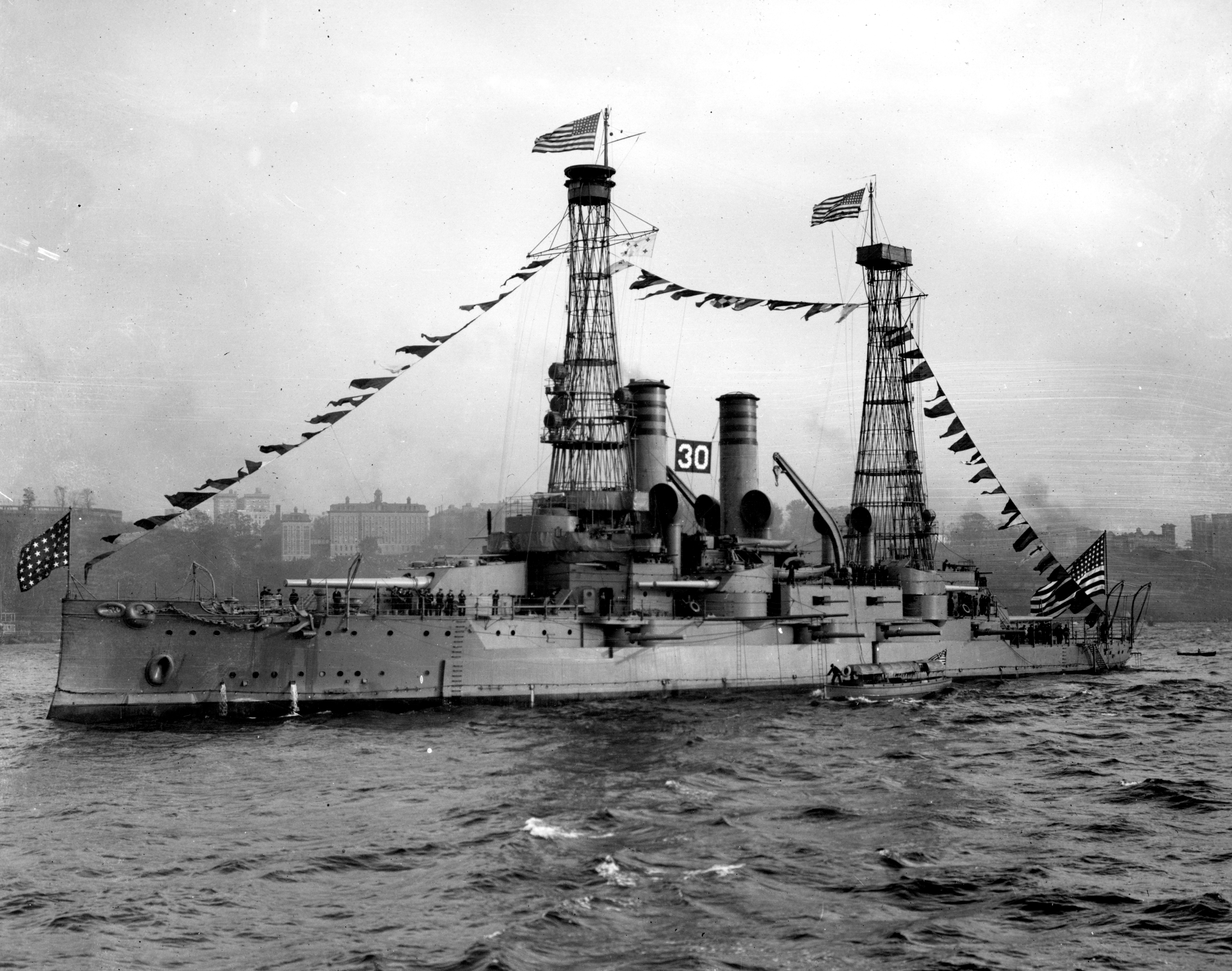
前後に籠状マストを設置した「アイダホ」

竣工後の1909年に後部艦橋上のマストの代わりに頂上部に見張り所を持つ籠状の後部マストが設置された。後に1911年から前部ミリタリー・マストも同形式の籠状マストに更新されて前後対称的な外観となった。

## 武装

### 主砲
主砲は前級より引き続き「1906年型 Mark 7 30.5cm（45口径）砲」を採用した。この主砲は自由装填方式を採用しており、どの角度からでも装填ができた。仰角は最大15度から－5度までであった。旋回角度は艦首方向を零度として左右共に125度に旋回でき、動力は電動が主に用いられ非常用に人力が選択出来た。揚弾薬機は電動式で発射速度は2～3分に1発である。その性能は394.63 kgの主砲弾を、最大仰角15度で18,290 mまで届かせられ、射距離8,200 mで舷側装甲310 mmを、射距離10,920 mで251 mmを貫通する性能を持っていた。

### その他の備砲・水雷兵装
副砲は破壊力を重視して「1906年型 Mark 6 20.3cm（45口径）砲」を前級に引き続き採用した。これは当時、列強で主砲の能力を補う目的で装甲巡洋艦の主砲と同等の7～12インチ砲を積むことが流行ったことにならったものである。この砲塔も自由装填方式を採用しており、どの角度からでも装填ができた。仰角は最大20度から－7度までであった。旋回角度は艦首方向を零度として左右共に135度に旋回でき、動力は電動、非常用に人力が選択できた。揚弾薬機は電動式で発射速度は毎分1～2発である。その性能は重量118 kgの徹甲弾を20,575 m先まで届かせられ、主砲よりも大射程であった。攻撃能力は射距離8,200 mで舷側装甲139 mmを、射距離10,920 mで118 mmを貫通する性能を持っていた。これを波浪の影響を受けにくい舷側の最上甲板の上方に配置し、連装砲塔で計四基に収めた。門数は片舷4門ずつ計8門を装備し前後左右に4門ずつ指向できた。
その他に対巡洋艦用として、「1906年型 Mark 2 17.8cm（44口径）速射砲」を採用し、単装砲架は仰角は最大15度から－7度までで旋回角度は150度であった。その性能は重量74.8 kgの徹甲弾を最大仰角15度で15,090 m先まで届かせられ、射距離8,200 mで舷側装甲109 mmを、射距離10,920 mで81 mmを貫通する性能を持っていた。これを最上甲板の舷側下部に片舷4門ずつ計8門を装備した。他に水雷艇迎撃用に「7.6cm（50口径）砲」を単装砲架で片舷6門で計12門、「4.7cm（45口径）砲」を単装砲架で6門装備し、53.3cm水中魚雷発射管を単装で2基を装備した。

### 艦体
船首楼型を採用し、舵は主舵だけである。

### 機関
公試において24時間自然通風航走状態で出力13,607psで速力17.11ノットを発揮し、通常運転で10,000ps、速力17ノットとした。燃料消費量から速力10ノットでは航続距離は5,750海里と計算された。艦内電力として出力100kwの蒸気発電機8基を搭載していた。本級は速力が他主力艦よりも遅く、船体が小型で凌波性も劣るので艦隊運動に支障をきたし、将兵からは不満が出た。

## 艦歴

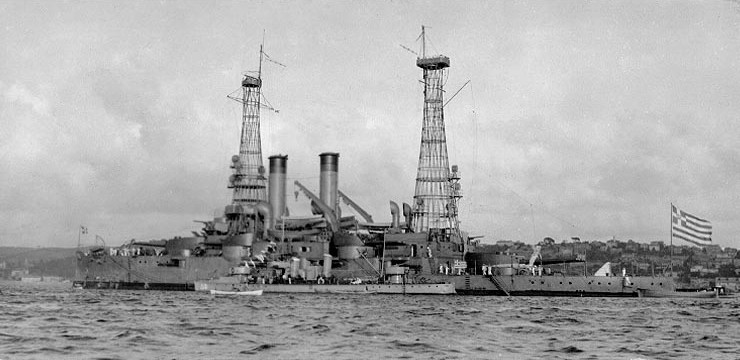
ギリシャ海軍「レムノス」時代の「ミシシッピ」。傍らにドゥクサ級駆逐艦の1隻が停泊している。

本級2隻は1914年7月にギリシア政府に購入された。

## 同型艦
- ミシシッピ (USS Mississippi, BB-23)
- アイダホ (USS Idaho, BB-24)